# Esther-Nunatak
Der Esther-Nunatak ist ein rund 200 m hoher Nunatak im Nordosten von King George Island im Archipel der Südlichen Shetlandinseln. Er ragt 3 km südwestlich des Brimstone Peak auf.
Wissenschaftler der britischen Discovery Investigations kartierten ihn 1937 und benannten ihn wahrscheinlich in Anlehnung an die Benennung des nahegelegenen Esther Harbour. Dessen Namensgeber ist Robbenfänger Esther aus Boston, der zwischen 1820 und 1921 in den Gewässern um die Südlichen Shetlandinseln operierte.